# Konstantin Georgiev (basket-ball)
Pour les articles homonymes, voir Konstantin Georgiev et Georgiev.
Konstantin Georgiev (en bulgare : Константин Димитров Георгиев), né le 26 octobre 1931, est un ancien joueur bulgare de basket-ball.